# Сторожевые корабли проекта 159
Сторожевы́е корабли́ прое́кта 159 ти́па СКР-1, прое́кта 159М, прое́кта 159А, проекта 159-АЭ (по классификации НАТО — Petya-I, Modified Petya-I, Petya-II, Petya-III class frigate) — сторожевые корабли, состоявшие на вооружении ВМФ СССР в послевоенные годы и продававшиеся на экспорт дружественным странам. По одному кораблю проекта при разделе флота СССР получили ВМС Украины и ВМС Азербайджана.

## История

### Развитие проекта
Во время Второй Мировой войны в прибрежных водах и для проводки внутренних конвоев широко использовались охотники за подводными лодками различных проектов. Строительство большого охотника за подводными лодками по проекту 122-бис, начатое во время войны, продолжалось в первое послевоенное десятилетие. Проект противолодочного корабля при всех своих преимуществах двигался довольно медленно и был слабо вооружён средствами ПВО, поэтому разрабатывался более эффективный вариант под номером проекта 159. Однако рост требований привёл к значительному росту водоизмещения и поиску лёгкой и мощной главной энергетической установки, что было необходимо для высокой скорости хода и успешной борьбы с АПЛ. В качестве ГЭУ рассматривалась комбинированная дизель-газотурбинная установка.

### Строительство корабля
Проектирование было поручено Зеленодольскому ПКБ, главным конструктором стал А. В. Кунахович, главным наблюдающим — капитан 2 ранга Н. Д. Кондратенко. Назначением корабля была борьба с подводными лодками. Тактико-техническое задание на проектирование было окончено разработкой в 1955 году, работы были закончены в 1956 году. Компоновка корабля отличалась исключительным рационализмом и продуманностью: например, жилые помещения были гораздо уютнее, чем на других кораблях.

## Описание

### Главная энергетическая установка
Стандартное водоизмещение корабля превысило 900 т, что дало основание классифицировать его уже как сторожевой корабль. В процессе проектирования впервые в мире и в отечественном военно-морском флоте был разработан форсажный газотурбинный двигатель М-2 мощностью 15 тысяч л. с. Окончательная энергоустановка СКР была трёхвальной: средний вал с дизельным двигателем и винтом регулируемого шага и бортовые валы с газотурбинными двигателями и винтами фиксированного шага. На полном ходу работали все валы, а на экономическом только средний при свободновращающихся бортовых. Маршевая установка стала одновальной, и для повышения манёвренности в узкостях и при швартовке было принято решение об установке подруливающих устройств: на первых кораблях были установлены устройства германской фирмы Pleiger, а позднее стали устанавливать только устройства отечественного производства. Создание в СССР винтов регулируемого шага для этих кораблей типа ВР-159 на мощность в 6 тысяч л. с. под руководством А. Л. Лучанского тоже стало значительным достижением отечественного машиностроения.[нужна атрибуция мнения]

### Оружие
Основным зенитным вооружением были два двухствольных автомата АК-726 калибром 76,2 мм, которые управлялись системой «Фут-Б». Основу противолодочного оружия впервые в отечественном ВМФ составляли малогабаритные противолодочные торпеды: они выпускались из пятитрубного 400-мм торпедного аппарата, установленного в диаметральной плоскости. Также была установлена система РБУ-2500 (один экземпляр на носу и один на корме). Основное радиотехническое вооружение на корабле было представлено системами общего обнаружения «Фут-Н» и гидролокаторами «Титан» и «Вычегда». Антенна гидролокаторов размещалась в «торпедообразном» стационарном титановом обтекателе (впервые титан применялся в судостроении), размещённом под килем корабля.

### Мореходность
Корабль обладал хорошей мореходностью: можно было использовать оружие при волнении моря до 4 баллов, да и для снижения размахов качки были установлены специальные успокоители. Главным плюсом была большая дальность плавания на экономической скорости, превосходившая 2 тысячи миль. На испытаниях корабль легко развил скорость более 33 узлов. Впрочем, первый опыт эксплуатации показал и определённые неудобства в использовании трёхвальной ГЭУ (особенно при экономическом ходе или при поиске ПЛ: внушительные винты бортовых валов создавали значительное сопротивление и резко ухудшали экономичность всей установки).
Обтекатель гидролокаторов был неисправен и часто повреждался при посадках на мель. Во время китайско-советского конфликта для защиты района реки Амур Главком ВМФ приказал быстро ввести в реку несколько подобных кораблей, но это было невозможным, так как габаритная осадка корабля с обтекателем была больше, чем у эсминцев проекта 56, так что плавать на отмелях и в устьях рек корабль не мог. Впрочем, аналогов в мире этому кораблю тогда не было.

## Модификации
На части кораблей в процессе ремонтов и модернизаций вместо устаревшей станции «Фут-Б» устанавливалась РЛС управления «Турель».
Головной корабль был в 1977—1979 переоборудован в опытное судно для испытаний первого отечественного противолодочного ракетного комплекса «Вихрь»: для этого с корабля было демонтировано всё вооружение, размещённое в носовой части, а вместо него установили двухбалочную наводящуюся пусковую установку МС-18 и систему заряжания на восемь ракет. Управление противолодочным комплексом осуществлялось системой «Спрут», которая получала целеуказание от гидролокаторов корабля или внешних источников. Противолодочная ракета 82-Р массой 1800 кг оснащалась спецбоеприпасом и имела дальность стрельбы от 10 до 24 км при радиусе поражения полтора километра и глубине до 500 м.
В процессе строительства кораблей проекта 159 было решено построить вторую серию кораблей с составом вооружения проекта 35. Проект получил номер 159-А (по классификации НАТО Petya-II). Корабли строились с 1966 года по 1972 год в количестве 23 единиц, 7 из них поставлялись в различные страны. Также был разработан специальный экспортный проект 159-АЭ (по классификации НАТО Petya-III) для поставок в Индию, Сирию и Вьетнам.
В целях увеличения возможностей сторожевиков по обнаружению подводных целей было решено их модернизировать по проекту 159-М (по классификации НАТО Modified Petya-I class), который был выполнен Зеленодольским ПКБ в 1969—1971 и предусматривал размещение буксируемой ГАС «Вега» вместо кормового комплекса вооружения. Всего за период с 1973 по 1980 годы была проведена модернизация 9 кораблей.

## Строительство
Головной корабль СКР-1 был построен в 1961 году на судостроительном заводе № 340 в Зеленодольске. К 1965 году была построена первая серия 19 кораблей на заводах ССЗ «Янтарь» в Калининграде и Хабаровском судостроительном заводе № 368. Позднее постройка была продолжена по проекту 159-А. Все советские корабли были выведены из эксплуатации в 1989—1992 годах, но некоторые до сих пор находятся на вооружении экспортных заказчиков.

### Распределение по флотам
- Балтийский флот: СКР-9 (с 13.12.1963 Северный флот),  СКР-17 (с 15.03.1965 Северный флот, с 27.05.1980 Черноморский флот),  СКР-22 (с 17.12.1963 Северный флот),  СКР-26 (с 8.12.1962 Северный флот),  СКР-27 (с 23.07.1963 Черноморский флот),  СКР-30 (с 23.12.1968 Черноморский флот), СКР- 33 (с 17.12.1963 Северный флот),  СКР-34 (с 5.10.1966 Северный флот),  СКР-38,  СКР-106 (с 1.04.1968 Северный флот),  СКР-110 (с 28.07.1970 Черноморский флот),  СКР-112 (с 21.09.1968 Черноморский флот).

- Черноморский флот: СКР-1, СКР-40, СКР-94, СКР-115.
- Северный флот: СКР-16 (с 6.10.1983 Каспийская флотилия), СКР-29, СКР-47, СКР-87 (с 25.08.1988 Каспийская флотилия), СКР-98, СКР-103, СКР-120, СКР-123, СКР-126.
- Тихоокеанский флот: СКР-3, СКР-11, СКР-18, СКР-21, СКР-23, СКР-36, СКР-41, СКР-43, СКР-46, СКР-78, СКР-82, СКР-88, СКР-92, СКР-95, СКР-96, СКР-128, СКР-130, СКР-133, СКР-135, СКР-138, СКР-141.

### Экспортные продажи
- Египетский флот — 4 корабля, приобретенных в период с 1965 по 1971 год, 1 потоплен в бою в 1973 году, 1 все еще находится на вооружении[источник не указан 803 дня]
- Эфиопский военно-морской флот — 4 корабля, 1 продан на металлолом в Джибути после обретения Эритреей независимости[2]
- ВМС Индии — 11 кораблей, обозначенных корветами (все списаны). Классифицируется как корвет.[источник не указан 803 дня]
- Корабли ВМС Сирии — 2 находились на вооружении, в заброшенном состоянии в порту Тартус.1 Списанный сирийский фрегат, потопленный российскими ВВС (вероятно, СУ-34 с ракетой воздушного базирования Х-35) в качестве учебной цели 15 апреля 2018 г. у берегов Сирии.[источник не указан 803 дня]
- Вьетнамский народный флот — 5 кораблей (все еще на вооружении).[источник не указан 803 дня]

## Служба
Корабли несли активную службу в ВМФ СССР: до мая 1966 классифицировались как противолодочные корабли, а затем только как СКР. Последние из них были выведены из состава флота в 1994 году.
Черноморский СКР-27, находясь при несении боевой службы в зоне военных действий на Средиземном море, выполнял боевую задачу по оказанию помощи вооруженным силам Египта в июне 1967 и в течение 1968 года.
Черноморский СКР-112 с 30 августа 1969 года по 31 января 1970 года нёс боевую службу в зоне военных действий на Средиземном море, выполнял боевую задачу по оказанию помощи вооруженным силам Египта.
Балтийский СКР-110 1-31 июня 1967, 1 августа-31 декабря 1968 и 1-31 октября 1969 года, находясь при несении боевой службы в зоне военных действий на Средиземном море, выполнял боевую задачу по оказанию помощи вооруженным силам Египта.
Тихоокеанский СКР-23, находясь при несении боевой службы в зоне военных действий в Аравийском и Красном морях, выполнял боевую задачу по оказанию помощи вооруженным силам Эфиопии в 1977—1978.
После раздела советской Каспийской флотилии СКР-87 «Комсомолец Дагестана» и СКР-16 «Бакинец» перешли в состав ВМС Азербайджана, СКР-87 был вскоре списан,  Qusar (бывший «Бакинец») стал крупнейшим боевым кораблём республики.
По данным на 2015—2016 годы — две единицы находились в порту Тартус, Сирия.

## Страны-пользователи
- Йемен
- Индия — 12 кораблей: Р68 «Арнала», Р75 «Амини», Р73 «Анджадип», Р77 «Каморта», Р78 «Кадматт», Р80 «Каваратти», Р69 «Андрот», Р74 «Андаман», Р75 «Амини», Р79 «Килтан», Р81 "Катчал"л, Р83 «Аминдиви»; все корабли списаны
- Вьетнам — 6 кораблей, HQ-09, HQ-11, HQ-13, HQ-15, HQ-17;
- Эфиопия — 4 корабля: F-1616 (c 1989 Zerai Deres), F-1617[2];
- Сирия — 2 корабля: «Ай Хираса» (б/н 2-508)(б/н 1-508);
- Украина — U132 (бывший СКР-112)
- Азербайджан — Qusar (бывший СКР-16 «Бакинец»), флагман